# أكبر محمدي
أكبر محمدي (بالفارسية: اکبر محمدی ارگی) هو مدرب كرة قدم ولاعب كرة قدم إيراني، ولد في 14 أغسطس 1975 في طهران في إيران. لعب مع نادي ذوب آهن أصفهان.